# Nikitinia
Nikitinia là một chi thực vật có hoa trong họ Cúc (Asteraceae).

## Danh sách loài
Chỉ có một loài được phát hiện ra trong chi này là Nikitinia leptoclada. Đây là loài bản địa của Iran và Turkmenistan.